# Las Vegas Ballpark
Der Las Vegas Ballpark ist ein Baseballstadion im Vorort Summerlin der US-amerikanischen Stadt Las Vegas, der größten Stadt im Bundesstaat Nevada. Es ist die Heimspielstätte der Las Vegas Aviators aus der Triple-A Pacific Coast League. Die Anlage befindet sich im Stadtzentrum von Summerlin neben der Eissporthalle City National Arena. Der Bau mit Kosten von 150 Mio. US-Dollar begann 2018 und wurde rechtzeitig zur Saison 2019 abgeschlossen. Es ersetzte das bisherige Zuhause des Teams, das Cashman Field, wo das Team seit 1983 ansässig war.